# .vn
.vn là tên miền quốc gia cấp cao nhất (ccTLD) của Việt Nam được quản lý bởi Trung tâm Internet Việt Nam (VNNIC).
Hiện hệ thống máy chủ tên miền quốc gia của Việt Nam gồm tám cụm máy chủ. Trong đó sáu cụm máy chủ đặt trong nước, hai cụm máy chủ đặt ở các quốc gia khác với hơn 70 điểm tại các thành phố lớn trên thế giới, những nơi có mật độ truy vấn tên miền .vn cao, cộng đồng người gốc Việt sinh sống nhiều.

## Lịch sử
- Năm 1994, Rob Hurle một trong những người đầu tiên nghĩ tới và được ủy quyền việc đăng ký tên miền .vn cho Việt Nam thay cho tên miền .au (Úc).[1] VNPT quản lý máy chủ DNS và tên miền .vn.
- Năm 2000, VNPT chuyển giao máy chủ DNS và tên miền .vn cho Trung tâm Internet Việt Nam (VNNIC), khi trung tâm này được nhà nước Việt Nam thành lập.
- Năm 2003, công ty Dot VN, Inc. đã ký thỏa thuận với VNNIC cho phép công ty tiếp thị tên miền .vn ra nước ngoài.

## Phân loại tên miền cấp 2

Nhận diện thương hiệu của các tên miền thuộc hệ thống .vn, bao gồm các tên miền cấp hai.

Tên miền .vn có thể được đăng ký dưới dạng tên miền quốc gia cấp cao nhất (ccTLD) hoặc tên miền cấp hai (ccSLD). Dưới đây là danh sách các ccSLD dưới tên miền .vn:

### Tên miền cấp 2 dùng chung
Tên miền .vn cấp 2 dùng chung phân theo lĩnh vực là tên miền .vn được đặt theo tên các lĩnh vực hoạt động trong đời sống xã hội và được sử dụng chung mà không cấp riêng cho bất kỳ cơ quan, tổ chức, cá nhân nào, bao gồm:
- com.vn: dành cho tổ chức, cá nhân hoạt động thương mại.
- name.vn: dành cho các tổ chức, cá nhân đăng ký theo tên gọi như tên đầy đủ, tên viết tắt, tên thương mại, tên bí danh,... của tổ chức, cá nhân.
- edu.vn: dành cho các tổ chức, cá nhân hoạt động trong lĩnh vực giáo dục, đào tạo.
- gov.vn: dành cho các cơ quan, tổ chức nhà nước ở trung ương và địa phương.
- net.vn: dành cho các tổ chức, cá nhân hoạt động trong lĩnh vực thiết lập và cung cấp các dịch vụ trên mạng.
- org.vn: dành cho các tổ chức hoạt động trong lĩnh vực chính trị, văn hóa, xã hội.
- biz.vn: dành cho các tổ chức, cá nhân hoạt động kinh doanh, tương đương với tên miền com.vn.
- int.vn: dành cho các tổ chức quốc tế tại Việt Nam.
- ac.vn: dành cho các tổ chức, cá nhân hoạt động trong lĩnh vực nghiên cứu.
- pro.vn: dành cho các tổ chức, cá nhân hoạt động trong những lĩnh vực có tính chuyên ngành cao.
- info.vn: dành cho các tổ chức, cá nhân hoạt động trong lĩnh vực sản xuất, phân phối, cung cấp thông tin.
- health.vn: dành cho các tổ chức, cá nhân hoạt động trong lĩnh vực dược, y tế.
- id.vn: dành cho cá nhân là công dân Việt Nam đăng ký để sử dụng cho các hình ảnh, sản phẩm, thương hiệu cá nhân trên môi trường mạng.
- io.vn: dành cho tổ chức, cá nhân đăng ký để sử dụng cho các ứng dụng công nghệ, nền tảng, dịch vụ trên môi trường mạng.
- ai.vn: dành cho tổ chức, cá nhân đăng ký để sử dụng cho các hoạt động, dịch vụ liên quan đến lĩnh vực trí tuệ nhân tạo.

Những tên miền khác do Bộ Thông tin và Truyền thông quy định.
Tên miền cấp 2 dùng chung phân theo địa giới hành chính là tên miền được đặt theo tên các tỉnh, thành phố trực thuộc Trung ương không có dấu hoặc có dấu và được sử dụng chung mà không cấp riêng cho bất kỳ cơ quan, tổ chức, cá nhân nào (hanoi.vn, hànội.vn, haiphong.vn, hảiphòng.vn,...).

### Tên miền cấp 2 dùng riêng
Tên miền .vn cấp 2 dùng riêng là tên miền .vn dành cho các cơ quan, tổ chức, cá nhân đăng ký sử dụng riêng, ví dụ như tencongty.vn, tentochuc.vn,...